# (.)p(...)nin
(.)p(...)nin war ein nubischer König, der am Anfang des vierten nachchristlichen Jahrhunderts regierte. Sein Name ist nur zum Teil erhalten und kann momentan auch nicht rekonstruiert werden.
(.)p(...)nin ist nur von einer Opfertafel mit einer meroitischen Inschrift, die sich in dem Grab Beg W384 in Meroe fand, bekannt. Diese Opfertafel wird stilistisch sehr spät angesetzt (um etwa 300). Die Inschrift und damit der Name des Herrschers sind stark verstümmelt. Es ist nicht sicher, ob die Tafel verschleppt wurde oder ob Beg W384 das Grab des Herrschers ist. Auf der Opfertafel werden auch seine Eltern genannt (Vater: Armli).